# La mirada obliqua
La mirada obliqua és un curtmetratge dirigit el 2001 per Jesús Monllaó i Plana ambientat en la guerra civil espanyola.

## Sinopsi
La pel·lícula mostra les peripècies d'una família perseguida durant la guerra civil espanyola. En la resolució del conflicte hi jugaran un paper fonamental la por, la violència sense control i els filiacions familiars i ideològiques.

## Repartiment
- Raúl Torrado ... Joan
- Mercè Rovira ... Dolors
- Xavi Lite ... Lluís
- Jaume Montané ...	Soldat, Conductor
- Joana Badía ... Bienvenida
- Josep Maria Casanovas	 ... Avi
- Saskia Giró ... Esperanza
- Montse Olivé ... Mare actual
- David Serra ... Fill adult
- Josep María Tuset ...Alferes

## Nominacions i premis
Fou nominada al Goya al millor curtmetratge de ficció. Va guanyar el Premi Cam al Festival Internacional de Cinema Independent d'Elx entre altres participacions a Festivals i Premis.